# Drożyska Średnie
Drożyska Średnie (prononciation : [drɔˈʐɨska ˈɕrɛdɲɛ]) est un  village polonais de la gmina de Zakrzewo dans le powiat de Złotów de la voïvodie de Grande-Pologne dans le centre-ouest de la Pologne.
Il se situe à environ 4 kilomètres au sud-ouest de Zakrzewo (siège de la gmina), 6 kilomètres à l'est de Złotów (siège du powiat), et à 112 kilomètres au nord de Poznań (capitale de la Grande-Pologne).

## Histoire
De 1975 à 1998, le village faisait partie du territoire de la voïvodie de Piła.

Depuis 1999, Drożyska Średnie est situé dans la voïvodie de Grande-Pologne.
Le village possède une population de 40 habitants en 2006.